# Liste de gares en Hongrie
La liste de gares en Hongrie, est une liste non exhaustive de gares ferroviaires du réseau des chemins de fer en Hongrie.

## Liste par ordre alphabétique

### A
- Gare d'Abda
- Gare d'Acsád
- Gare d'Albertfalva
- Gare d'Almásfüzitő
- Gare d'Almásfüzitő felső
- Gare d'Alsógalla
- Gare d'Alsónemesapáti
- Gare d'Angyalföld
- Gare d'Aquincum (HÉV)
- Gare d'Aquincum (MÁV)
- Gare d'Aranyvölgy

### Á
- Gare d'Ács

### B
- Gare de Bakonygyirót
- Gare de Bakonypéterd
- Gare de Bakonysárkány
- Gare de Bakonyszentlászló
- Gare de Bánhida
- Gare de Batthyány tér
- Gare de Beled
- Gare de Bezenye
- Gare de Békásmegyer
- Gare de Biatorbágy
- Gare de Bicske
- Gare de Bicske alsó
- Gare de Bősárkány
- Gare de Búcsúszentlászló
- Gare de Budaörs
- Gare de Budafok
- Gare de Budakalász
- Gare de Budakalász, Lenfonó

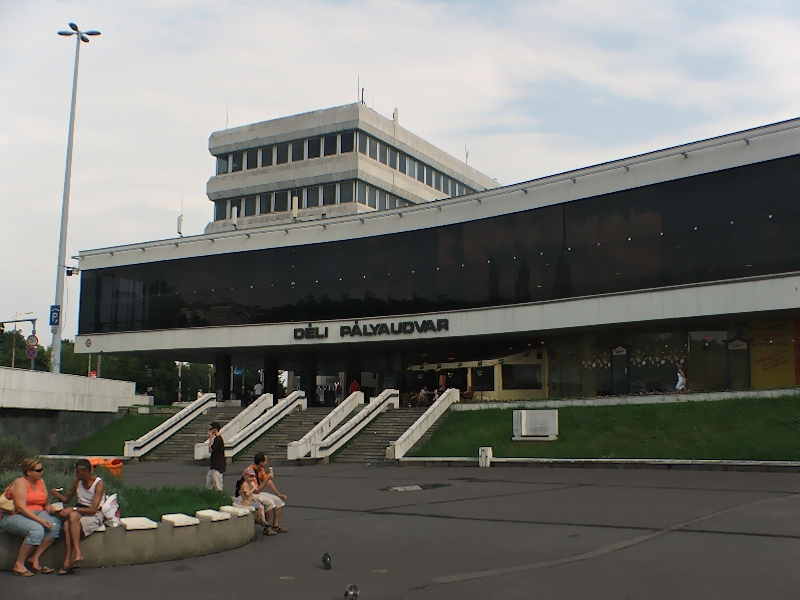
Gare de Budapest-Déli

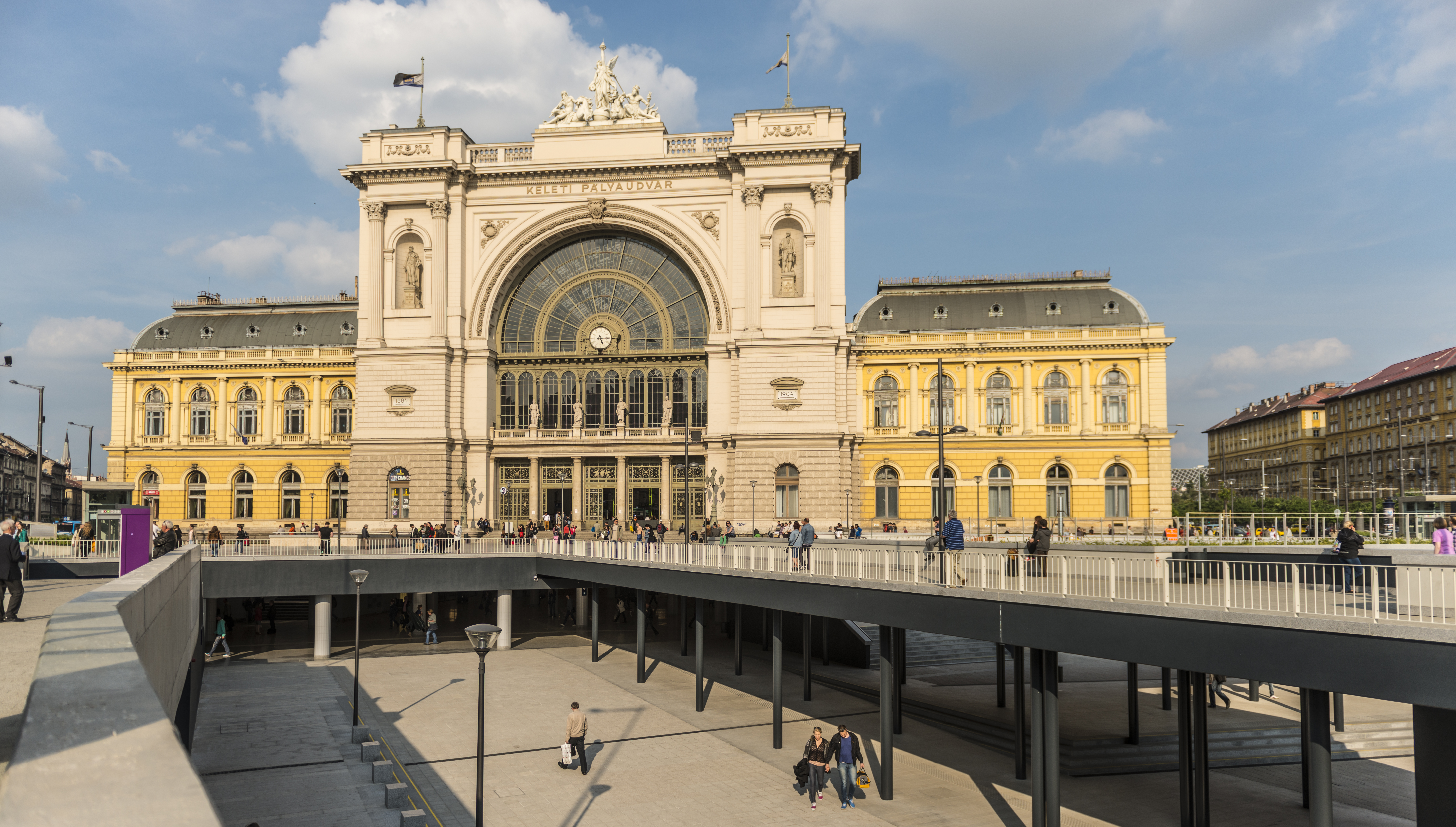
Gare de Budapest-Keleti

- Gare de Budapest-Déli (Budapest-Déli pályaudvar)
- Gare de Budapest-Keleti (Budapest-Keleti pályaudvar)
- Gare de Budapest-Nyugati (Budapest-Nyugati pályaudvar)
- Gare de Budatétény
- Gare de Bük

### C
- Gare de Celldömölk
- Gare de Cinkota
- Gare de Cinkota alsó
- Gare de Csánig
- Gare de Csillaghegy
- Gare de Csorna

### D
- Gare de Debrecen
- Gare de Dénesfa
- Gare de Dorog
- Gare de Dunaalmás

### E
- Gare d'Egervár-Vasboldogasszony
- Gare d'Egyed-Rábacsanak
- Gare d'Eplény
- Gare d'Esztergom
- Gare d'Esztergom-Kertváros
- Gare d'Eternit-gyár

### F
- Gare de Felsőrajk
- Gare de Ferencváros
- Gare de Ferihegy
- Gare de Fertőszentmiklós
- Gare de Fertőszéplak-Fertőd
- Gare de Filatorigát

### G

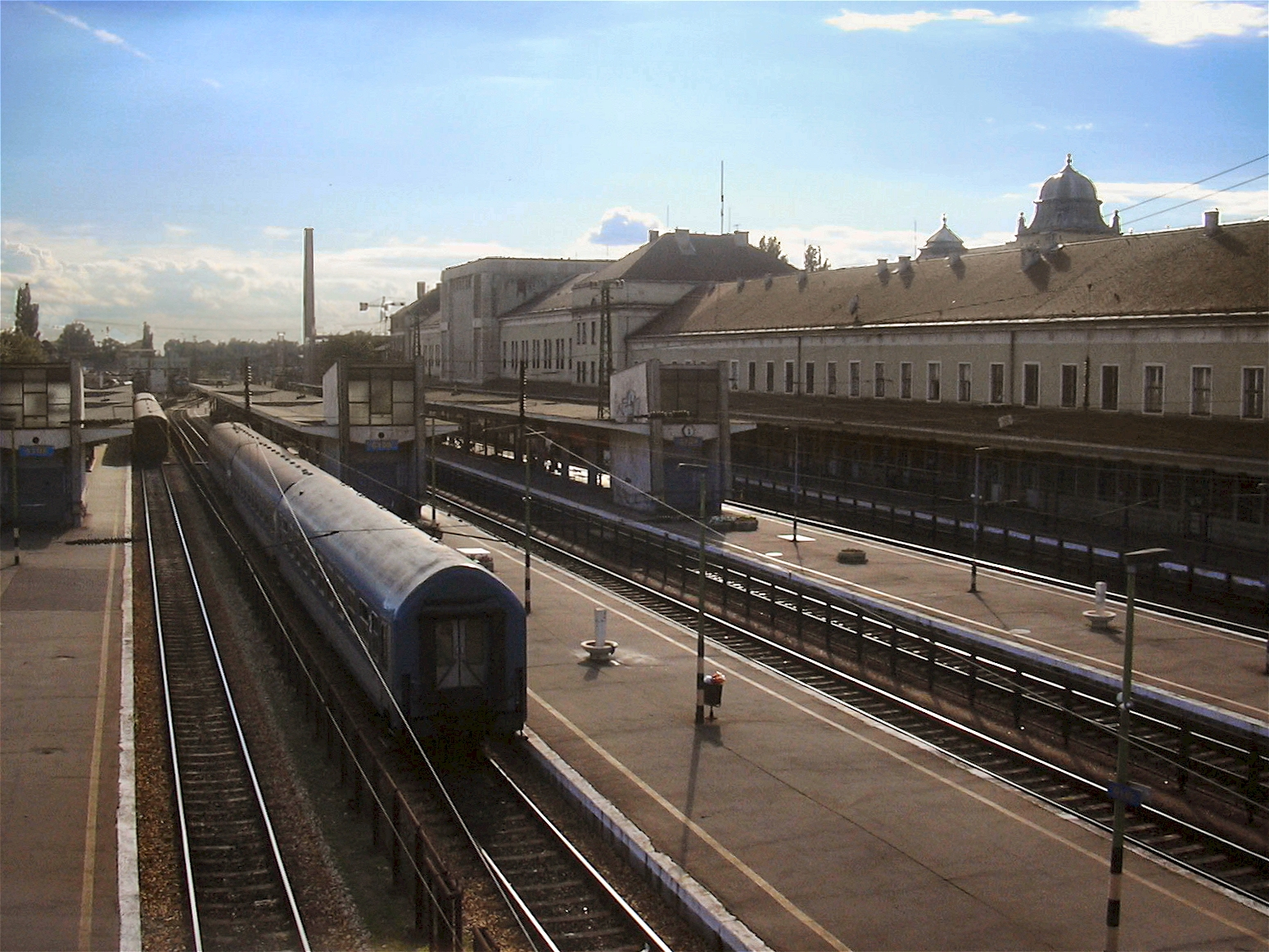
Gare de Győr

- Gare de Gecse-Gyarmat
- Gare de Gelse
- Gare de Gyömöre
- Gare de Gyömöre-Tét
- Gare de Gyöngyöshermán
- Gare de Győr
- Gare de Győr-Gyárváros
- Gare de Győrasszonyfa
- Gare de Győrszabadhegy
- Gare de Győrszemere
- Gare de Győrszentiván
- Gare de Győrvár

### H
- Gare de Halipuszta
- Gare de Hanságliget
- Gare de Hanság-Nagyerdő
- Gare de Háros
- Gare de Hegyeshalom
- Gare de Hegyfalu
- Gare de Herceghalom

### I
- Gare d'Ilonatelep
- Gare d'Istvántelek

### J
- Gare de Jánossomorja

### K

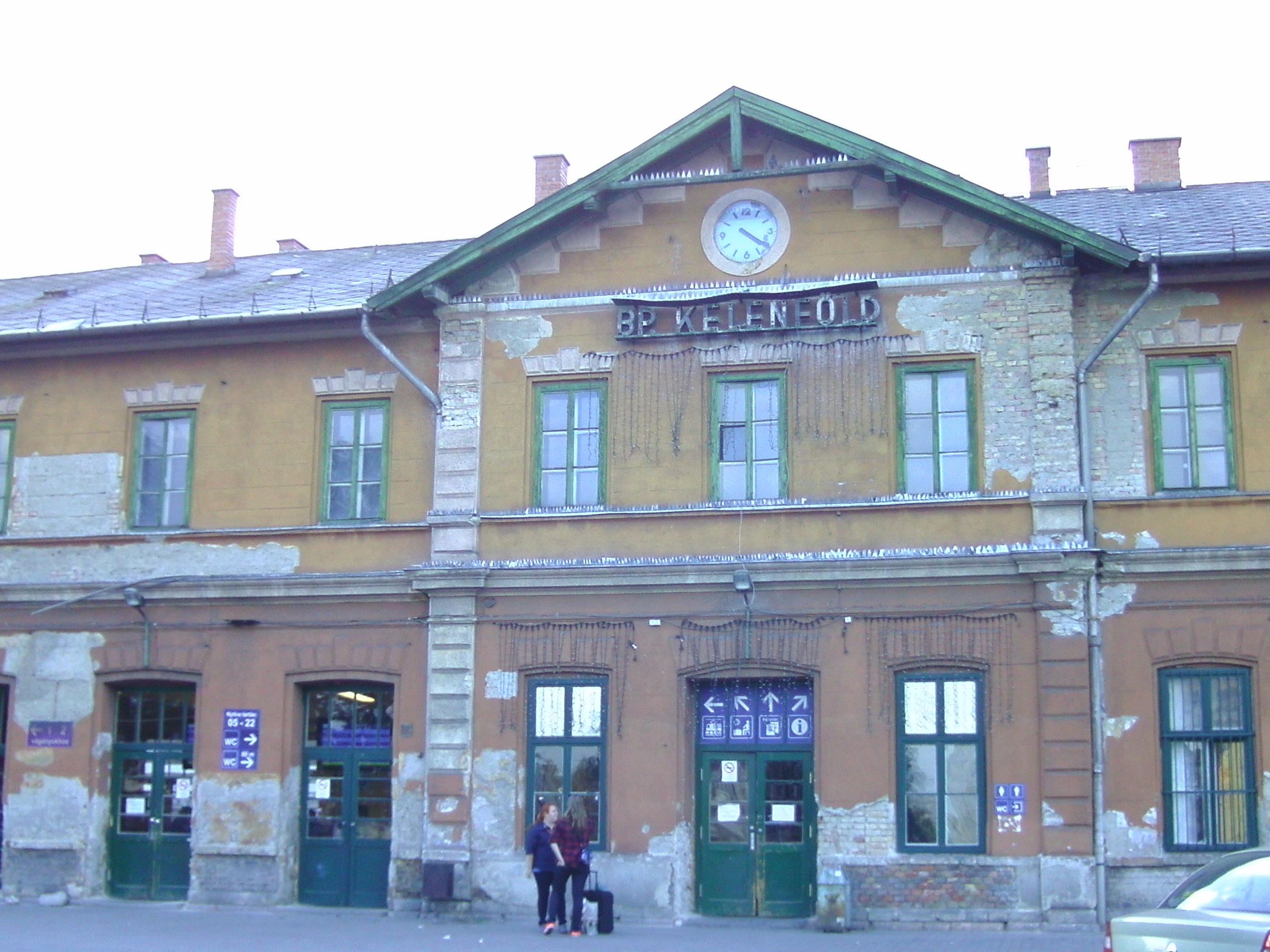
Gare de Kelenföld

- Gare de Kastélypark
- Gare de Kaszásdűlő
- Gare de Kecskéd alsó
- Gare de Kelenföld
- Gare de Kimle-Károlyháza
- Gare de Kisbér
- Gare de Kispest
- Gare de Klotildliget
- Gare de Kőbánya alsó
- Gare de Kőbánya felső
- Gare de Komárom
- Gare de Kópháza
- Gare de Környe
- Gare de Külsővat

### L
- Gare de Lábatlan
- Gare de Leányvár
- Gare de Lébény-Mosonszentmiklós
- Gare de Levél
- Gare de Lövő

### M

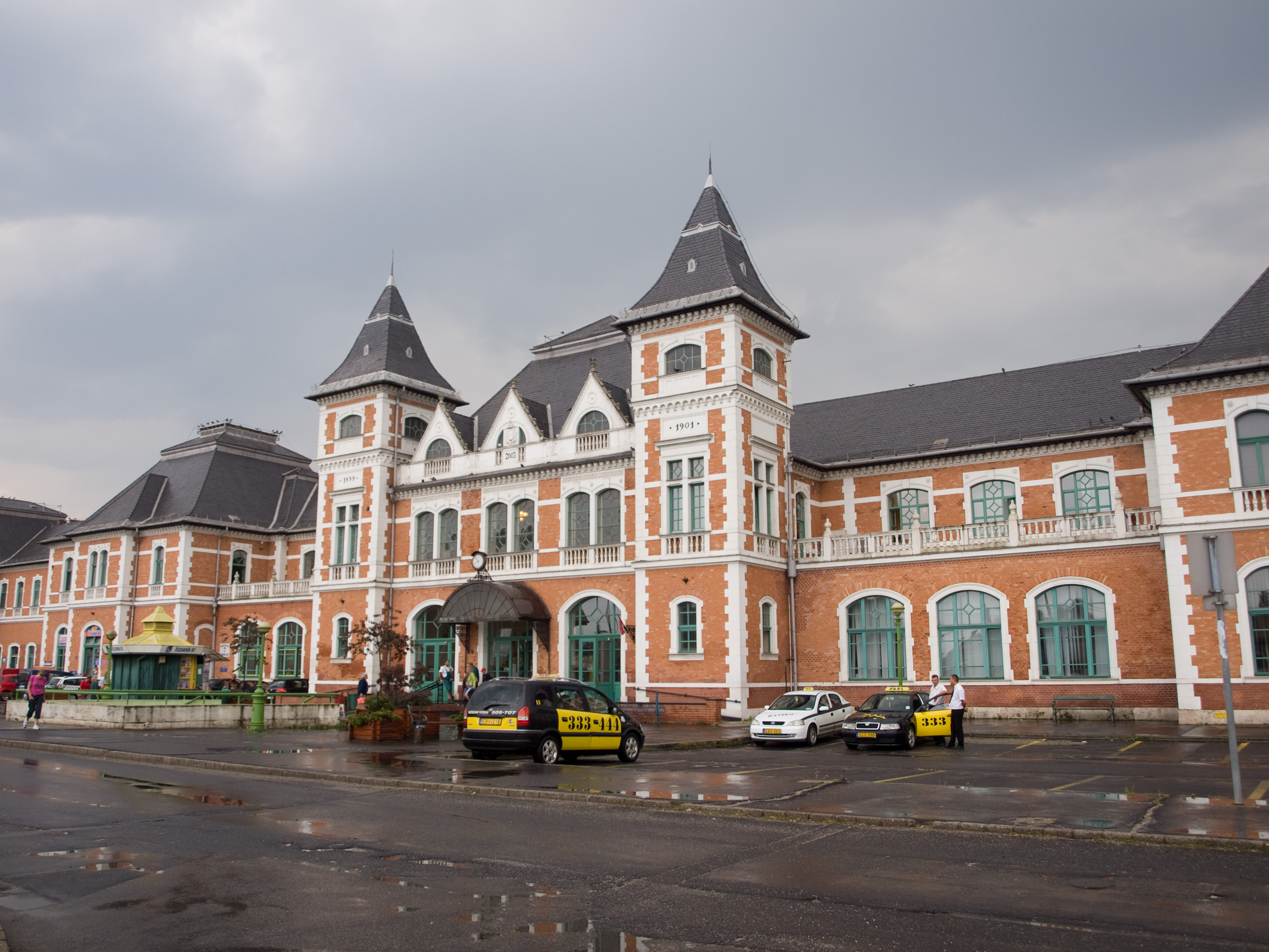
Gare de Miskolc-Tiszai

- Gare de Magdolnavölgy
- Gare de Magyarkeresztúr-Zsebeháza
- Gare de Marcaltő
- Gare de Margit híd
- Gare de Ménfőcsanak
- Gare de Ménfőcsanak felső
- Gare de Mezőlak
- Gare de Mihályháza
- Gare de Miskolc-Gömöri
- Gare de Miskolc-Tiszai
- Gare de Mosonmagyaróvár
- Gare de Mosonszolnok

### N
- Gare de Nagycenk
- Gare de Nagyigmánd-Bábolna
- Gare de Nagykanizsa
- Gare de Nagykapornak
- Gare de Nagyszentjános
- Gare de Nagytétény-Diósd
- Gare de Nemesgörzsöny
- Gare de Neszmély
- Gare de Nyergesújfalu
- Gare de Nyergesújfalu felső
- Gare de Nyúl

### O
- Gare d'Oroszlány

### Ö
- Gare d'Ölbő-Alsószeleste
- Gare d'Öttevény

### P

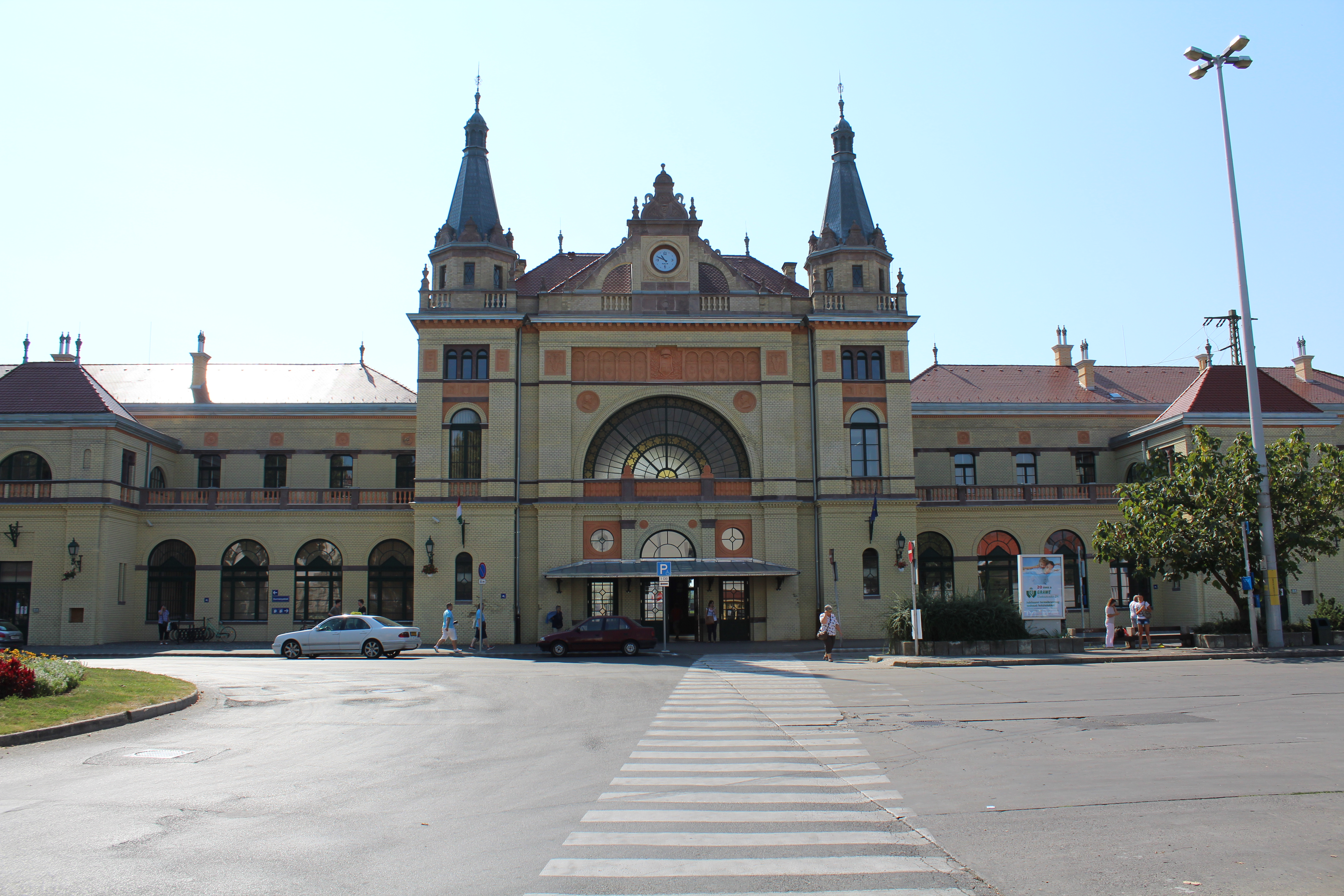
Gare de Pécs

- Gare de Pácsony
- Gare de Páli-Vadosfa
- Gare de Pannonhalma
- Gare de Pannóniatelep
- Gare de Pápa
- Gare de Pázmáneum
- Gare de Pécs
- Gare de Pesterzsébet
- Gare de Pesterzsébet felső
- Gare de Pestszentimre
- Gare de Pestszentimre felső
- Gare de Piliscsaba
- Gare de Piliscsév
- Gare de Pilisjászfalu
- Gare de Pilisvörösvár
- Gare de Piszke
- Gare de Pomáz
- Gare de Porpác
- Gare de Porva-Csesznek
- Gare de Pósfa
- Gare de Pötréte
- Gare de Püspökmolnári

### R
- Gare de Rábahíd
- Gare de Rábapordány
- Gare de Rajka
- Gare de Rákos
- Gare de Rákospalota-Kertváros
- Gare de Rákospalota-Újpest
- Gare de Rákosrendező
- Gare de Rákosszentmihály
- Gare de Ravazd
- Gare de Répcelak
- Gare de Rómaifürdő

### S

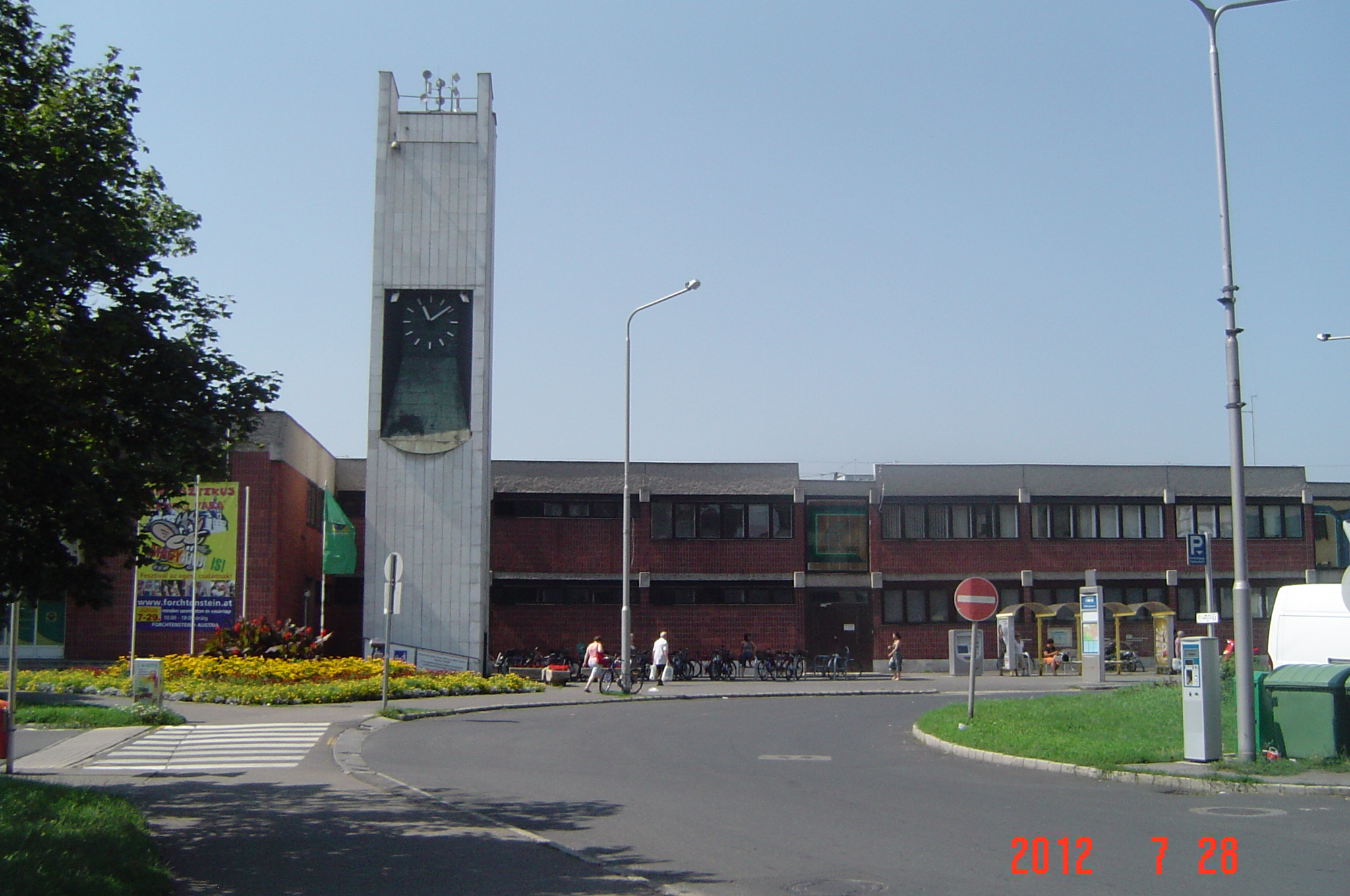
Gare de Sopron

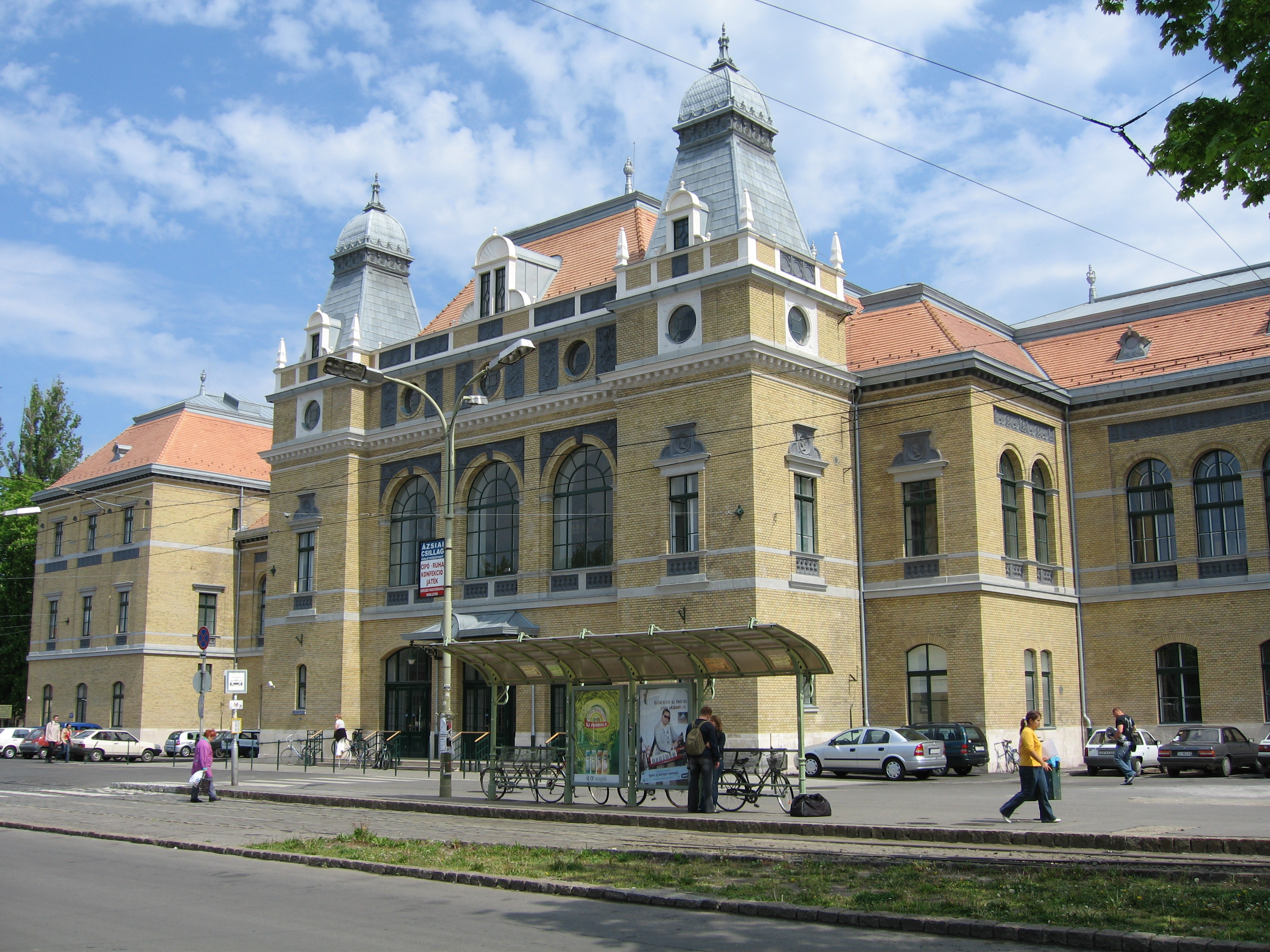
Gare de Szeged

- Gare de Salköveskút-Vassurány
- Gare de Solymár
- Gare de Sopron
- Gare de Sopronkövesd
- Gare de Sorkifalud
- Gare de Soroksár
- Gare de Soroksári út
- Gare de Süttő
- Gare de Süttő felső
- Gare de Szabadságliget
- Gare de Szany-Rábaszentandrás
- Gare de Szár
- Gare de Szárliget
- Gare de Szeged
- Gare de Szemeretelep
- Gare de Szentendre
- Gare de Szent István-telep
- Gare de Szentlélek tér
- Gare de Szentléránt
- Gare de Szerecseny
- Gare de Székesfehérvár
- Gare de Szélhegy
- Gare de Szépvölgyi út
- Gare de Szil-Sopronnémeti
- Gare de Szombathely
- Gare de Szőny
- Gare de Szőny-Déli

### T
- Gare de Tarjánpuszta
- Gare de Tát
- Gare de Tata
- Gare de Tatabánya
- Gare de Tétényliget
- Gare de Tímár utca
- Gare de Tokod
- Gare de Tormásliget
- Gare de Törökbálint
- Gare de Tóvároskert

### Ú
- Gare d'Újkér
- Gare d'Újudvar

### Ü
- Gare d'Üröm

### V
- Gare de Vámoscsalád
- Gare de Várhegyalja
- Gare de Vasegerszeg
- Gare de Vasútmúzeum
- Gare de Vasvár
- Gare de Vaszar
- Gare de Vép
- Gare de Vértesszőlős
- Gare de Veszprém
- Gare de Veszprémvarsány
- Gare de Vica
- Gare de Vinár
- Gare de Vinye
- Gare de Vörösvárbánya

### Z
- Gare de Zalaszentiván
- Gare de Zalaszentlőrinc
- Gare de Zalaszentmihály-Pacsa
- Gare de Zirc